# Glaucidium jardinii
Mocho-pigmeu-andino ou caburé-dos-andes (Glaucidium jardinii) é uma espécie de ave da família Strigidae. Pode ser encontrado na Bolívia, Colômbia, Costa Rica, Equador, Panamá, Peru e Venezuela.
O seu habitat natural é a floresta de montanha subtropical ou tropical húmida.